# Газиабад (округ)
Газиабад (англ. Ghaziabad) — округ в индийском штате Уттар-Прадеш. Создан 14 ноября 1976 года. Административный центр — город Газиабад. Площадь округа — 1956 км². По данным всеиндийской переписи 2001 года население округа составляло 3 290 586 человек. Уровень грамотности взрослого населения составлял 69,74 %, что выше среднеиндийского уровня (59,5 %). 28 сентября 2011 года из состава округа был выделен самостоятельный округ Хапур.